# ديدي (لاعبة كرة قدم)
ديدي (بالبرتغالية: Diedja M. Roque Barreto‏) هي لاعبة كرة قدم برازيلية، ولدت في 22 سبتمبر 1963 في البرازيل. لعبت مع نادي سآد سبورته.

## وصلات خارجية
- ديدي على موقع الاتحاد الدولي (مؤرشف)  (الإنجليزية)
- ديدي على موقع قاعدة بيانات كرة القدم.إي يو (الإنجليزية)
- ديدي على موقع عالم كرة القدم.نت (الإنجليزية)
- ديدي على موقع أوليمبيديا (الإنجليزية)